# 曲靖市
曲靖市，古称味县、南宁，是中华人民共和国云南省下辖的地级市，位于云南省东部。市境西临昆明市，北接昭通市与贵州省毕节市，东邻贵州省六盘水市、黔西南州，南界红河州、文山州与广西壮族自治区百色市。地处云贵高原中部乌蒙山区，主要为喀斯特地貌。小江、牛栏江在西北部汇入金沙江，革香河、可渡河在东北部汇入北盘江，中南部有南盘江及其支流。全市面积28,936平方公里，2020年总人口576.58万，市人民政府驻麒麟区。曲靖是云南开发较早的地区，全省第二大城市，省内重要的经济中心和重工业基地，也是主要的电源支撑点和负荷中心。

## 历史

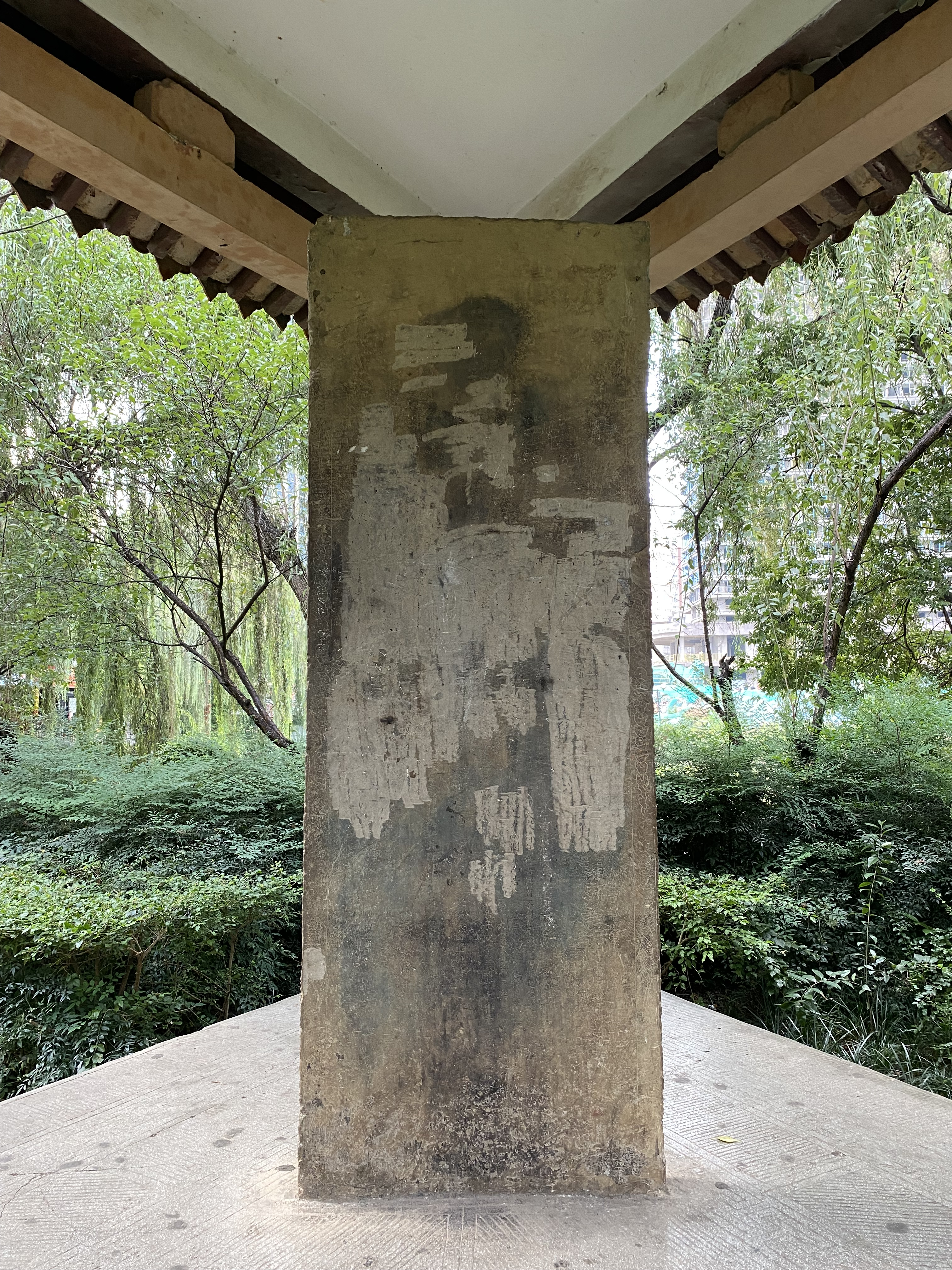
曲靖军民府六属公立府治碑（曲靖建府碑）

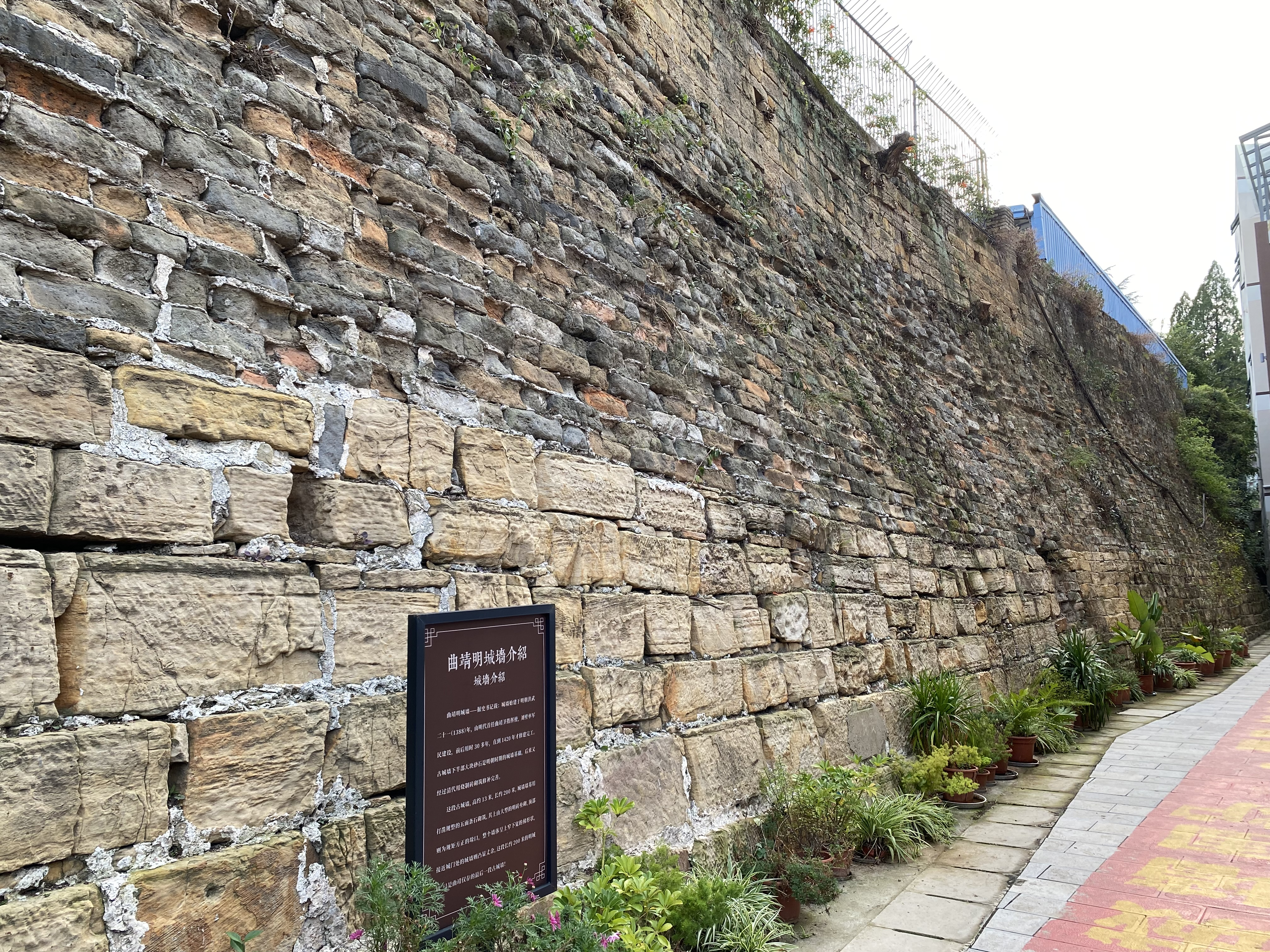
曲靖明城墙

曲靖从石器时期开始，就已经有人类的足迹。进入青铜时代和铁器时代后，属于古滇国的腹心地带。秦始皇时期在境内开凿五尺道；汉武帝开拓南中，建味县；三国时期设建宁郡；晋代设宁州，由爨氏家族统治，北周设南宁州；隋至唐天宝年间，属剑南道；后经过南诏和大理国五百多年的统治，元明清三朝为曲靖路。在南诏灭爨之前的五百多年间，曲靖都是云南的政治经济中心，之后中心西移大理，元代时又移到了今天的昆明。

### 早期
宣威格宜尖角洞和曲靖珠街八塔台等古文化遗址的科学考证证实，早在旧石器时代，南盘江流域一带就有人类足迹可寻。三四千年前，曲靖先民就在这块古老的土地上种植水稻，创造文明。前280年，楚将莊蹻率兵入滇，曲靖为古滇国腹心地带，史称"靡莫之属"。秦始皇统一中国后，修“五尺道”由四川宜宾（史称僰道）至曲靖（史称建宁），将曲靖直接置于中央王朝的统治之下，彻底沟通了古滇国与中原地区的联系，成为"西南夷"部落群中较早开发的区域。

### 汉唐
西汉元封二年（前109年），汉武帝开拓南中，置益州郡，辖味县（曲靖）、牧靡（寻甸）、铜濑（马龙）、同劳（陆良）诸县。蜀汉建兴三年（225年），诸葛南征平定南中，改益州郡为建宁郡，移库降都督于味县（曲靖），统管南中。此时南中包括今云南全省及川南、黔西部分地域，曲靖至此成为全滇及川南、黔西一部的政治、经济、文化中心，直至唐天宝七年（748年），南诏灭爨，曲靖为拓东节度使所辖，云南的政治中心西移大理，结束了曲靖五百余年的云南中心地位。

### 元、明、清
此后，大理国时期在曲靖设石城郡，统辖磨弥等十余部。元朝改南宁州为南宁县。南宁县历元、明、清三朝，先后为曲靖路、曲靖府治所。曲靖路、曲靖府及南宁县一直是滇东政治、经济、文化中心。在这长达600余年的历史中，中原文化频频传人，官兵移民纷至沓来，宽广的土地被屯垦，南盘江流域村落密布，人口骤增，商市繁盛，为进一步开发滇东奠定了良好基础。

### 民国以後
民国初年，曲靖府废，同时改南宁县为曲靖县。民国37年（1948年），设第二区督察公署。1949年底，卢汉起义云南全境解放。此后，中华人民共和国政府在此设曲靖专员公署，即曲靖专区。1954年与宜良专署合并为曲靖行政专员公署，"文革"期间设曲靖地区革命委员会，后为地区行政公署。改革开放后，曲靖地区步入前所未有的历史发展新时期，经济持续快速发展，市政建设突飞猛进，中心城市的位置越来越突出。
1997年5月6日，经中国国务院批准曲靖撤地设市，10月中下旬，曲靖市第一次党代会、人代会、政协会相继召开，11月7日，曲靖撤地设市正式挂牌，辖8县1市1区，139个乡镇。

## 地理
市内主要山脉有乌蒙山、梁子山，主要河流有南盘江（珠江上游）、牛栏江等。自古以来便是进入云南的陆地要塞，史称“入滇锁钥”。
全市最高点海拔4017.3米；最低点海拔695米，相对高差3322.3米；平均海拔1881米。
| 曲靖市气象数据（1981年至2010年）             | 曲靖市气象数据（1981年至2010年） | 曲靖市气象数据（1981年至2010年） | 曲靖市气象数据（1981年至2010年） | 曲靖市气象数据（1981年至2010年） | 曲靖市气象数据（1981年至2010年） | 曲靖市气象数据（1981年至2010年） | 曲靖市气象数据（1981年至2010年） | 曲靖市气象数据（1981年至2010年） | 曲靖市气象数据（1981年至2010年） | 曲靖市气象数据（1981年至2010年） | 曲靖市气象数据（1981年至2010年） | 曲靖市气象数据（1981年至2010年） | 曲靖市气象数据（1981年至2010年） |
| 月份                                         | 1月                              | 2月                              | 3月                              | 4月                              | 5月                              | 6月                              | 7月                              | 8月                              | 9月                              | 10月                             | 11月                             | 12月                             | 全年                             |
| -------------------------------------------- | -------------------------------- | -------------------------------- | -------------------------------- | -------------------------------- | -------------------------------- | -------------------------------- | -------------------------------- | -------------------------------- | -------------------------------- | -------------------------------- | -------------------------------- | -------------------------------- | -------------------------------- |
| 历史最高温 °C（°F）                          | 24.1 (75.4)                      | 26.1 (79.0)                      | 29.3 (84.7)                      | 31.1 (88.0)                      | 33.0 (91.4)                      | 31.9 (89.4)                      | 30.9 (87.6)                      | 30.2 (86.4)                      | 30.9 (87.6)                      | 27.3 (81.1)                      | 25.4 (77.7)                      | 24.4 (75.9)                      | 33.0 (91.4)                      |
| 平均高温 °C（°F）                            | 14.8 (58.6)                      | 17.1 (62.8)                      | 21.0 (69.8)                      | 23.9 (75.0)                      | 24.8 (76.6)                      | 24.8 (76.6)                      | 24.9 (76.8)                      | 24.9 (76.8)                      | 23.0 (73.4)                      | 20.2 (68.4)                      | 17.5 (63.5)                      | 14.7 (58.5)                      | 21.0 (69.7)                      |
| 日均气温 °C（°F）                            | 8.2 (46.8)                       | 10.3 (50.5)                      | 13.9 (57.0)                      | 17.1 (62.8)                      | 18.8 (65.8)                      | 19.9 (67.8)                      | 20.2 (68.4)                      | 19.8 (67.6)                      | 17.9 (64.2)                      | 15.2 (59.4)                      | 11.7 (53.1)                      | 8.5 (47.3)                       | 15.1 (59.2)                      |
| 平均低温 °C（°F）                            | 3.8 (38.8)                       | 5.3 (41.5)                       | 8.5 (47.3)                       | 11.8 (53.2)                      | 14.5 (58.1)                      | 16.5 (61.7)                      | 17.1 (62.8)                      | 16.6 (61.9)                      | 14.7 (58.5)                      | 12.1 (53.8)                      | 7.9 (46.2)                       | 4.3 (39.7)                       | 11.1 (52.0)                      |
| 历史最低温 °C（°F）                          | −4.5 (23.9)                      | −3.8 (25.2)                      | −5.7 (21.7)                      | 1.5 (34.7)                       | 4.8 (40.6)                       | 9.3 (48.7)                       | 10.2 (50.4)                      | 11.7 (53.1)                      | 5.8 (42.4)                       | 3.5 (38.3)                       | −2.4 (27.7)                      | −8.6 (16.5)                      | −8.6 (16.5)                      |
| 平均降水量 mm（）                            | 22.7 (0.89)                      | 20.3 (0.80)                      | 24.5 (0.96)                      | 34.6 (1.36)                      | 102.0 (4.02)                     | 187.8 (7.39)                     | 163.4 (6.43)                     | 153.0 (6.02)                     | 96.9 (3.81)                      | 84.0 (3.31)                      | 38.6 (1.52)                      | 16.8 (0.66)                      | 944.6 (37.17)                    |
| 平均降水天数（≥ 0.1 mm）                     | 6.7                              | 6.7                              | 6.4                              | 8.3                              | 14.2                             | 18.0                             | 17.8                             | 17.7                             | 14.3                             | 13.5                             | 8.8                              | 5.5                              | 137.9                            |
| 平均相對濕度（％）                           | 66                               | 60                               | 54                               | 55                               | 65                               | 76                               | 79                               | 78                               | 77                               | 79                               | 74                               | 70                               | 69                               |
| 来源1：中国气象数据网                        |                                  |                                  |                                  |                                  |                                  |                                  |                                  |                                  |                                  |                                  |                                  |                                  |                                  |
| 来源2：中国天气网（1971-2000年间的降水天数） |                                  |                                  |                                  |                                  |                                  |                                  |                                  |                                  |                                  |                                  |                                  |                                  |                                  |

## 政治

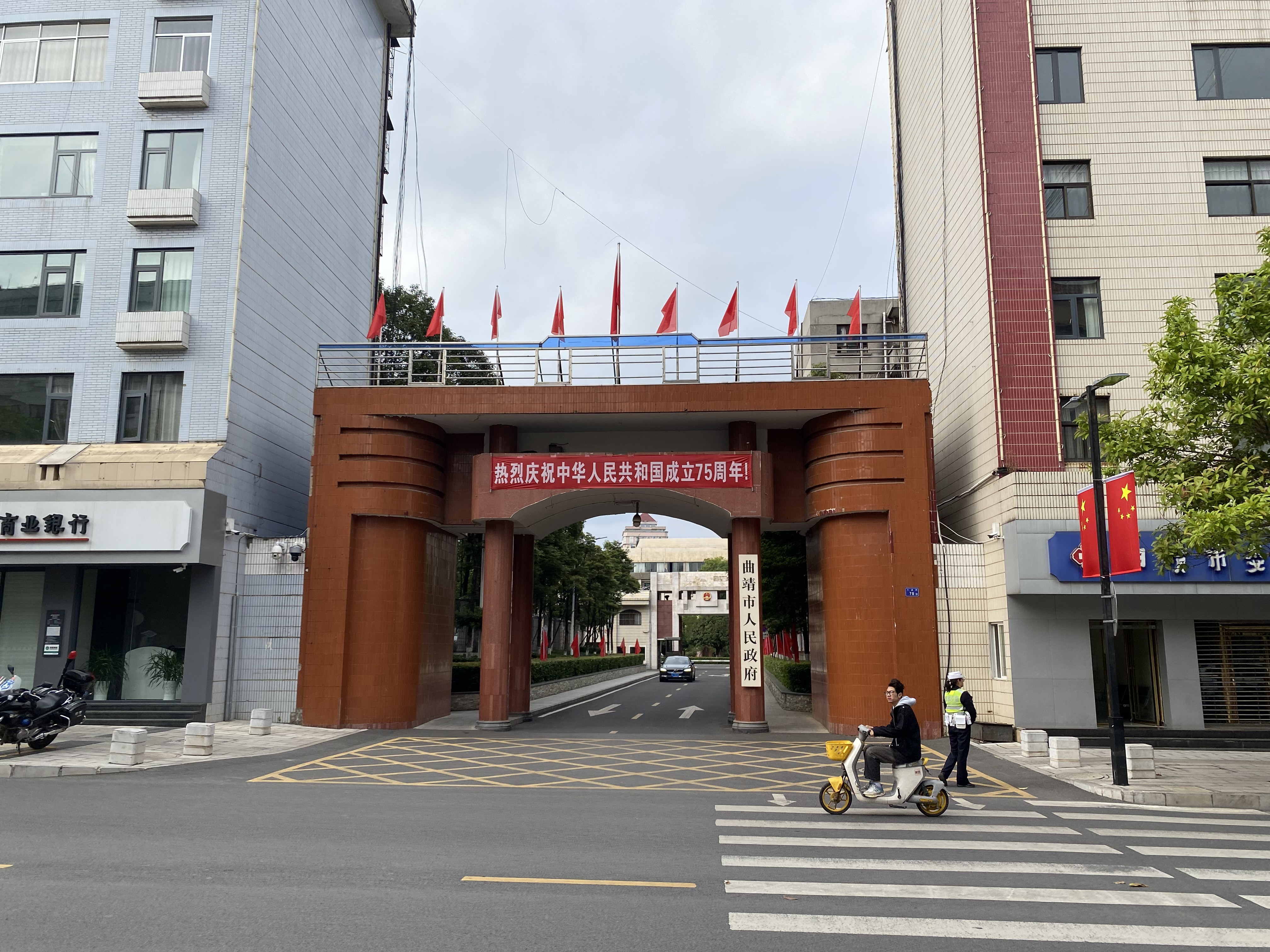
曲靖市人民政府

### 现任领导
| 机构     | · 中国共产党 · 曲靖市委员会 | 曲靖市人民代表大会 常务委员会 | 曲靖市人民政府     | · 中国人民政治协商会议 · 曲靖市委员会 |
| 职务     | 书记                        | 主任                          | 市长               | 主席                                  |
| -------- | --------------------------- | ----------------------------- | ------------------ | ------------------------------------- |
| 姓名     | 杨斌                        | 杨经德                        | 李先祥             | 朱党柱                                |
| 民族     | 彝族                        | 回族                          | 汉族               | 汉族                                  |
| 籍贯     | 云南省丘北县                |                               | 江西省赣州市南康区 |                                       |
| 出生日期 | 1966年9月（58歲）           | 1969年2月（56歲）             | 1971年10月（53歲） | 1965年4月（60歲）                     |
| 就任日期 | 2023年12月                  | 2024年10月                    | 2022年1月          | 2021年8月                             |

### 历任领导
| 市委书记 - 柴王群（1997年10月－2001年5月） - 王学智（2001年5月－2002年12月） - 米东生（2002年12月－2007年5月） - 赵立雄（2007年5月－2012年12月） - 高劲松（2012年12月－2014年8月） - 锁飞（2014年12月－2015年9月） - 李文荣（2015年10月－2021年12月） - 李石松（2021年12月－2023年12月） - 杨斌（2023年12月－） | 市长 - 王学智（1997年10月－2001年12月） - 米东生（2002年2月－2002年12月） - 李培（2002年12月－2006年11月） - 岳跃生（2007年3月－2012年12月） - 范华平（2012年12月－2015年6月） - 董保同（2015年6月－2018年10月） - 李石松（2019年1月－2022年1月） - 李先祥（2022年1月－） |

### 行政区划
曲靖市下辖3个市辖区、5个县，代管1个县级市。
- 市辖区：麒麟区、沾益区、马龙区
- 县级市：宣威市
- 县：陆良县、师宗县、罗平县、富源县、会泽县

## 经济
2022年，曲靖市生产总值达3,802.20亿元，位列全省第2位，仅次于昆明市，按可比价格计算，比上年增长8.1%。其中第一产业增加值555.02亿元，增长5.0%；第二产业增加值1,595.05亿元，增长10.9%；第三产业增加值1,652.13亿元，增长6.9%。三次产业结构为14.6∶42∶43.4。人均生产总值66,373元。城乡常住居民人均可支配收入分别为43,612元、17,502元。职工年平均工资100,843元。地方一般公共预算收入151.14亿元，人均2,638元。地方一般公共预算支出507.52亿元，人均8,860元。

## 人口
云南省统计局发布2022年云南省常住人口主要数据公报，曲靖市常住人口575.6万人，城镇化率50.56%。
根据2020年第七次全国人口普查，全市常住人口为5,765,775人。同第六次全国人口普查的5,855,055人相比，十年共减少了89,280人，下降1.52%，年平均增长率为-0.15%。其中，男性人口为2,988,585人，占总人口的51.83%；女性人口为2,777,190人，占总人口的48.17%。总人口性别比（以女性为100）为107.61。0－14岁的人口为1,287,060人，占总人口的22.32%；15－59岁的人口为3,618,313人，占总人口的62.76%；60岁及以上的人口为860,402人，占总人口的14.92%，其中65岁及以上的人口为625,892人，占总人口的10.86%。居住在城镇的人口为2,827,160人，占总人口的49.03%；居住在乡村的人口为2,938,615人，占总人口的50.97%。

### 民族
全市常住人口中，汉族人口为5,329,637人，占92.44%；各少数民族人口为436,138人，占7.56%。与2010年第六次全国人口普查相比，汉族人口减少112,377人，下降2.06%，占总人口比例下降0.51个百分点；各少数民族人口增加23,097人，增长5.59%，占总人口比例增加0.51个百分点。
| 民族名称                | 汉族      | 彝族    | 回族   | 苗族   | 壮族   | 布依族 | 白族  | 水族  | 哈尼族 | 傣族  | 其他民族 |
| ----------------------- | --------- | ------- | ------ | ------ | ------ | ------ | ----- | ----- | ------ | ----- | -------- |
| 人口数                  | 5,329,637 | 228,416 | 68,170 | 36,803 | 32,246 | 30,320 | 8,006 | 7,104 | 5,651  | 3,045 | 16,377   |
| 占总人口比例（%）       | 92.44     | 3.96    | 1.18   | 0.64   | 0.56   | 0.53   | 0.14  | 0.12  | 0.10   | 0.05  | 0.28     |
| 占少数民族人口比例（%） | －        | 52.37   | 15.63  | 8.44   | 7.39   | 6.95   | 1.84  | 1.63  | 1.30   | 0.70  | 3.76     |

## 交通

### 公路
高速公路方面，曲靖市已建成通达所有区县的高速公路网，曲靖主城区绕城高速公路也已建成。曲靖境内高速有国家高速网 杭瑞高速、 沪昆高速、 银昆高速三条主干线，以及云南省级高速公路网多条线路。国道方面， 320国道 324国道 326国道过境。

### 铁路
沪昆高速铁路过境并设有曲靖北站、富源北站。
 沪昆铁路在曲靖市境内设有客运车站曲靖站、宣威站，并有昆曲宣城际列车提供到昆明的服务。 盘西铁路有客运车站富源站。

## 文化旅游

### 全国重点文物保护单位
- 爨宝子碑
- 爨龙颜碑
- 段氏与三十七部会盟碑
- 八塔台墓群
- 会泽会馆
- 大河遗址
- 罗汉山古墓群
- 可渡关驿道
- 陆良大觉寺

### 景点

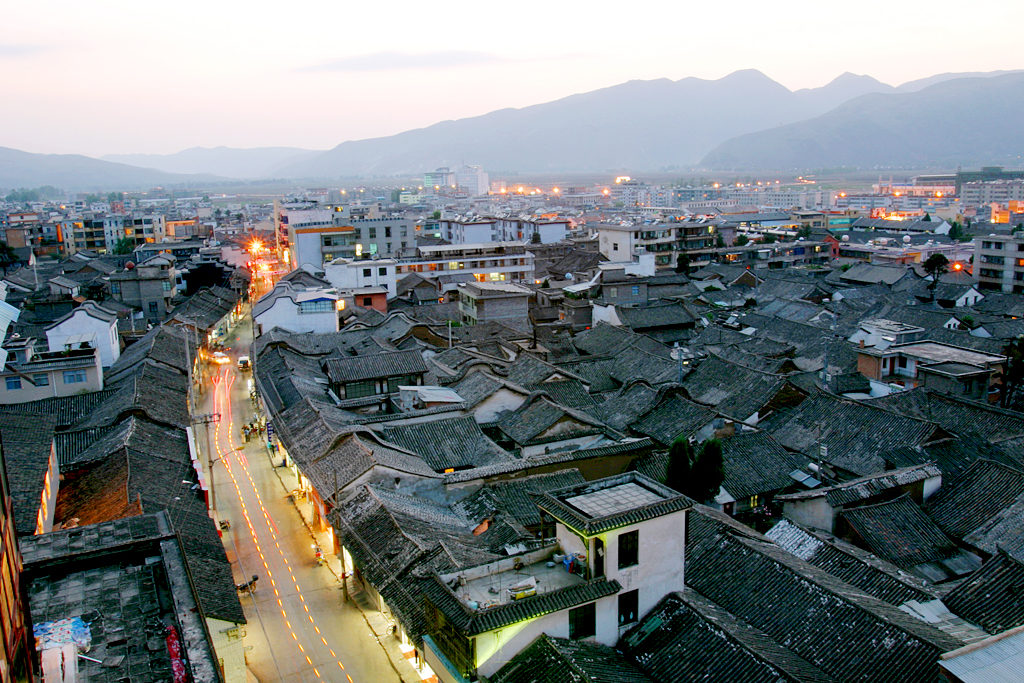
会泽古城区

曲靖自然景观多样而丰富，有众多的历史遗迹，其中有国家级历史文化名城一座，国家级地质公园一处，国家级森林公园4处，国家级重点文物保护单位9处。
自然景观
- 珠江源国家级森林公园：占地12平方公里，先后被列为国家森林公园、国家水利风景区、国家4A级旅游景区珠江源风景区
- 十八连山国家级森林公园
- 鲁布革国家级森林公园
- 五峰山国家级森林公园
- 黑颈鹤国家级自然保护区，大海草山

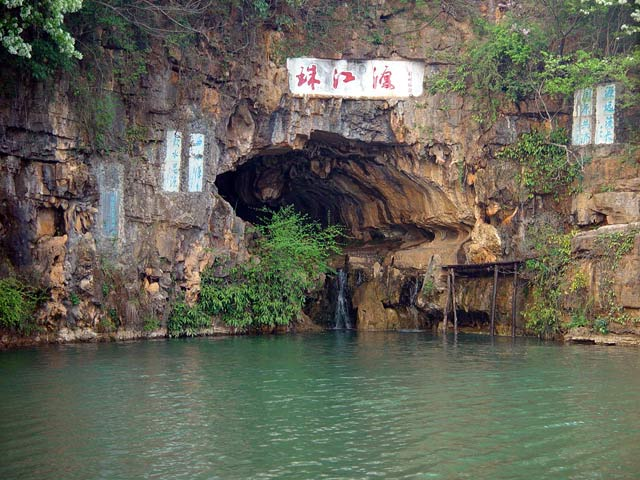
珠江源风景区

- 罗平生物群国家级地质公园，金鸡峰丛，多依河，小三峡，九龙瀑布鲁布革小三峡

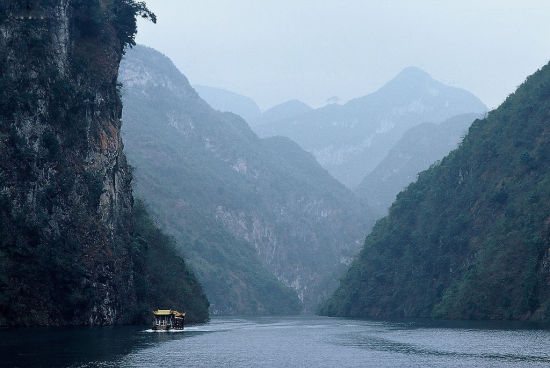
鲁布革小三峡

人文景观
- 爨龙颜碑
- 爨宝子碑
- 大理国段氏与三十七部会盟碑
- 曲靖明城墙
- 八塔台古墓群，罗汉山古墓群
- 会泽国家级历史文化名城会泽古城区
- 娜姑镇白雾村
- 可渡古驿道
- 大觉寺
- 胜境关
- 东山寺

## 美食
曲靖有云南常见的过桥米线、汽锅鸡等美食，同时也有很多自己地方的美食。曲靖菜种类丰富，用料和做法都十分多样。
- 野生菌，曲靖有多种食用野生菌，可炒，可炸，也可做汤，味道十分鲜美独特。
- 土豆，土豆在曲靖当地叫做洋芋，是当地人尤其喜爱的蔬菜之一。曲靖洋芋做法很多，烧煎炸煮炒均可。尤其是烧出的洋芋，加上各式各样的调料，能让人一连吃上许多个。

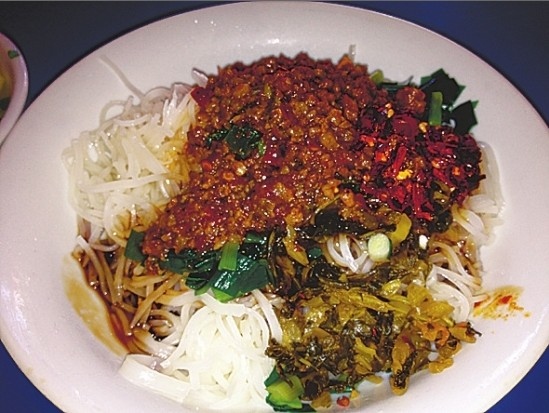
曲靖蒸饵丝

- 蒸饵丝曲靖蒸饵丝，这是一种云南特产的美食，一碗蒸好的细饵丝配上肉酱，葱花，香菜配合起来非常的美味，让人回味无穷。
- 沾益辣子鸡，不同于其他地方的辣子鸡，糍粑辣子配上鸡肉的美味由此开始。喜食辣的人都对此赞不绝口。与辣子鸡齐名的黄焖鸡，也很受食客欢迎，黄焖鸡里一般不放辣椒，只用各样的调料黄焖出来，保持了鸡的鲜味和肉质的细嫩。沾益辣子鸡

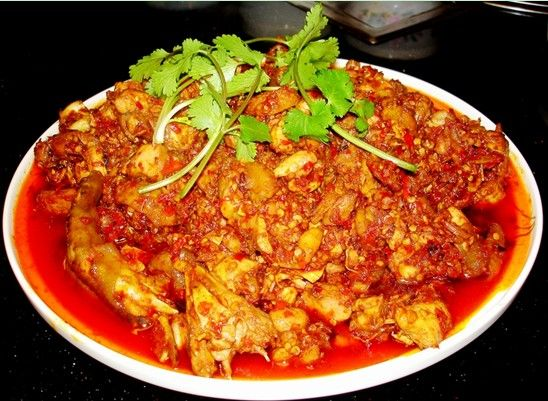
沾益辣子鸡

- 宣威火腿，产于宣威市，外形端正，个大骨小，肉质细嫩，吃起来回味无穷，清香扑鼻。行销海外，曾多次获得国际大奖。
- 宣威杀猪菜，过去农村每家都养猪，杀一头猪，除了留下后腿腌火腿之外，余下的肉可以弄小炒肉、墩子肉、血辣子、油渣炒（豆豉、莲花白、青椒）等，菜品多样丰富，并且多具有农家特色。
- 陆良米线，具有地方特色的米线做法，米线加入大骨熬成的浓厚高汤，再加上满满的调料和肉碎，味道十分可口。
- 陆良麻衣馓子，陆良特产之一，用麦面做原料油炸而成，具有香脆酥甜的特点，口感甜润柔腻。
- 罗平蜂蜜，产于罗平，为罗平特产之一，味道甜润，容易结晶，能和血补身，消肿散结。
- 五色花米饭，为罗平布依族传统美食之一，制作方法十分复杂。糯米饭用多种鲜花汁液浸泡而成色，蒸熟之后清香扑鼻，多种颜色搭配，十分赏心悦目。

## 友好城市
- 美国 泰勒（2006年11月21日）[19]
- 中国 深圳市（2016年11月3日）[20]
- 泰國 佛统（2019年1月11日）[19][21]
- 俄羅斯 伏尔加格勒（2020年11月1日）[19][22]